# Alpy Weisshorn i Matterhorn

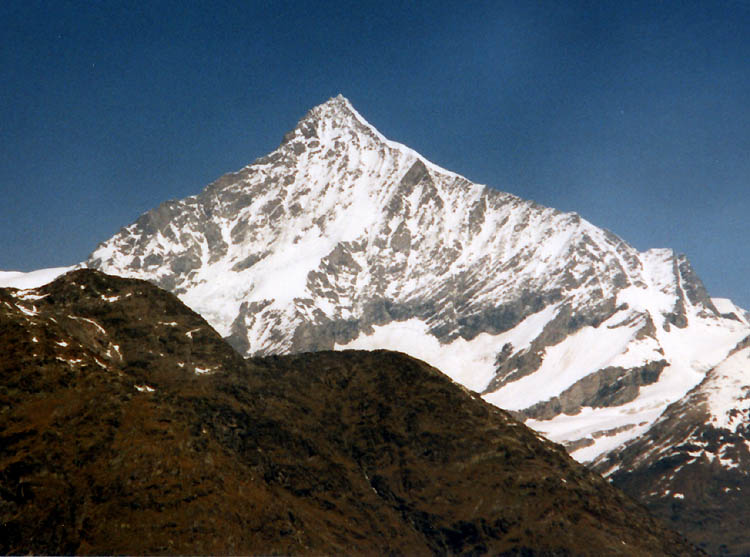
Weisshorn

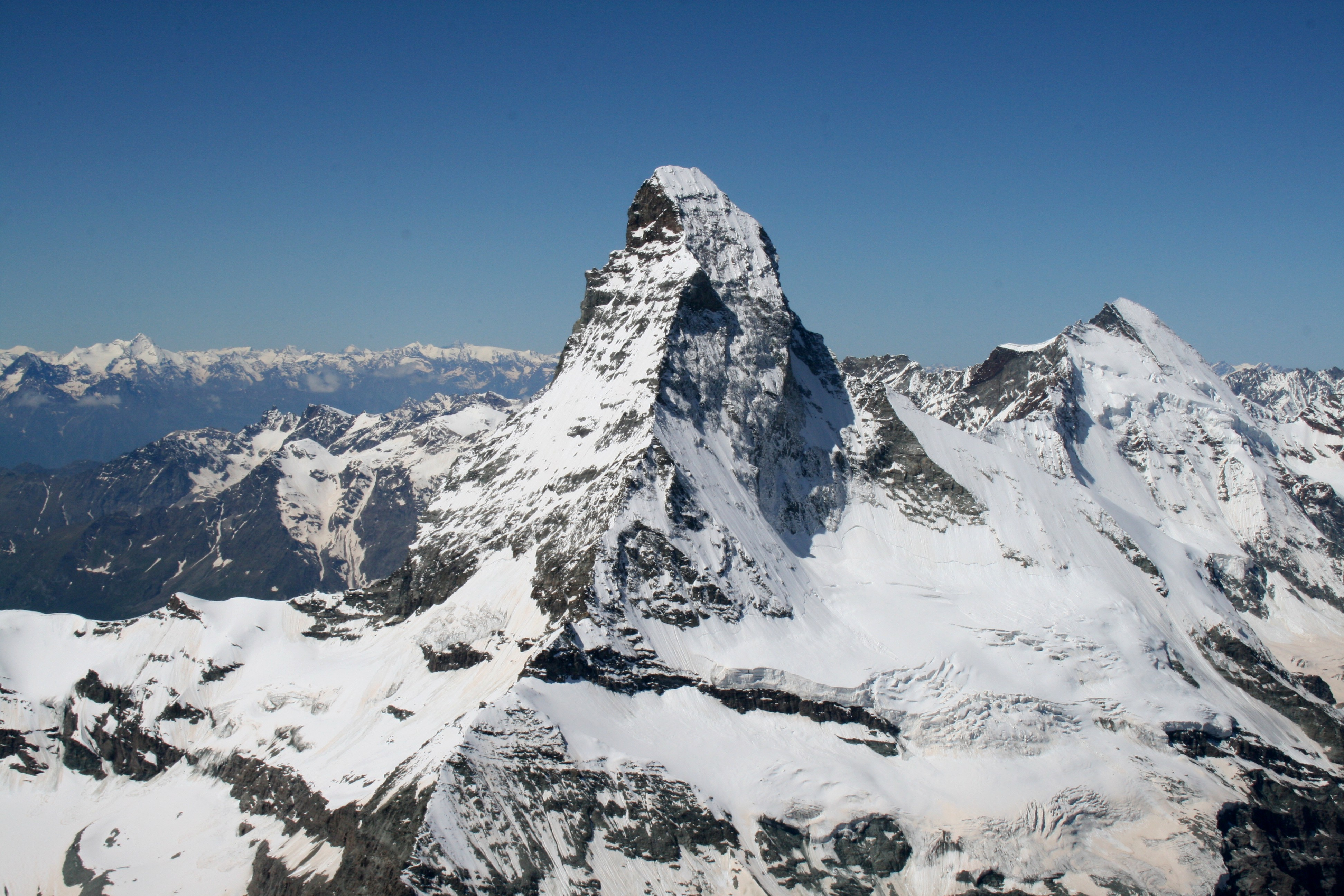
Matterhorn

Alpy Weisshorn i Matterhorn (wł. Alpi del Weisshorn e del Cervino, niem. Weisshorn-Matterhorn-Alpen) – grupa górska w Alpach Pennińskich, w której skład, według klasyfikacji Suddivisione Orografica Internazionale Unificata del Sistema Alpino (w skrócie SOIUSA), wchodzą masywy: Bouquetins, Luseney–Cian, Dent Blanche - Cornier, Obergabelhorn - Zinalrothorn, Weisshorn i Matterhorn. Leży między dolinami Val d'Anniviers i Mattertal w kantonie Valais w Szwajcarii i na granicy między Włochami i Szwajcarią. Grupa graniczy z: Alpami Berneńskimi na północy, Alpami Mischabel i Weissmies i masywem Monte Rosa na wschodzie oraz masywem Mt. Collon na zachodzie. Najwyższym szczytem masywu jest Weisshorn, który osiąga wysokość 4505 m. 
Najwyższe szczyty:
- Weisshorn - 4505 m,
- Matterhorn - 4478 m,
- Dent Blanche - 4357 m,
- Zinalrothorn - 4221 m,
- Dent d’Hérens - 4171 m,
- Bishorn - 4153 m,
- Ober Gabelhorn - 4063 m,
- Schalihorn - 3974 m,
- Grand Cornier - 3962 m,
- Wellenkuppe - 3903 m,
- Dents des Bouquetins - 3838 m,
- Tête de Valpelline - 3802 m,
- Tête Blanche - 3724 m,
- Besso - 3667 m,
- Les Diablons - 3609 m,
- Mont Brulé - 3538 m,
- Becca di Luseney - 3504 m,
- Punta Kurz - 3496 m,
- Becca Vannetta - 3361 m,
- Punta Cian - 3320 m,
- Sasseneire - 3254 m,
- Bella Tola - 3025 m.